# Manchecourt
Manchecourt település Franciaországban, Loiret megyében. Lakosainak száma 764 fő (2018. január 1.). Manchecourt Aulnay-la-Rivière, Briarres-sur-Essonne, Labrosse, Césarville-Dossainville, Coudray, Orveau-Bellesauve és Ramoulu községekkel határos.

## Népesség
A település népességének változása:
| Lakosok száma | 455  | 431  | 391  | 562  | 588  | 636  | 643  | 684  | 725  | 764  |
|               | 1962 | 1968 | 1982 | 1990 | 1999 | 2008 | 2011 | 2013 | 2017 | 2018 |